# Roland Møller
Roland Greisen Møller (født 1972 i Odense) er en dansk skuespiller, sangskriver, foredragsholder og debattør om retspolitik. Han vandt i 2014 en Bodilpris for bedste mandlige birolle i filmen Nordvest og fik titlen som Årets Knægt. Som ung var han involveret i kriminalitet, og han har afsonet i alt 4,5 år for 10 voldsdomme.

## Opvækst og kriminalitet
I 2000 medvirkede han som rapper på soundtracket til børnefilmen Mirakel, under navnet Dappa Don sammen med Den Gale Pose, Szhirley, og L.O.C., på sangen "Generation W". Sangen udkom senere på Den Gale Pose-albummet Definitionen af en stodder (2001).
Roland Møller voksede op i Odense. Han blev i sin ungdom en del af byens kriminelle miljø og har flere gange siddet i fængsel, men i 2002 fralagde han sig den kriminelle løbebane efter sin 10. voldsdom. I alt har han siddet fire og et halvt år i fængsel.
Ved Folkemødet på Bornholm 2018 gav han B.T.'s tidligere sportsredaktør et knytnæveslag, som resulterede i blåt øje; efterfølgende gav han journalisten en undskyldning.

## Filmkarriere
Efter den sidste løsladelse fra Horsens Statsfængsel i 2002 blev Møller ansat som sangskriver for rapperen Jokeren, hvorigennem han fik kontakt med filmindustrien. I 2006 var han med til at skrive sangen "De frie købmænd" af Jokeren og Mark Linn til filmen Fidibus.
I 2014 kritiserede Roland Møller daværende statsminister Helle Thorning-Schmidts regering for dens retspolitiske kurs og nye bandepakke med navnet "Fast greb om banderne", med hvilken regeringen ønskede at skærpe straffen for bandekriminalitet. I den forbindelse udtalte Møller til Politiken, at "Regeringens bandepakke, ’Fast greb om banderne’, er en hån imod den flok unge drenge, som har brug for hjælp. Bandepakkens 200 millioner er peanuts i forhold til, at samfundet hvert år bruger 3 milliarder kroner på at drive landets fængsler. Og så vil de tilmed sætte straffen op, selv om alle eksperter siger, at det ikke hjælper. Bander skal forebygges, ikke bekæmpes. Hvis politikerne virkelig gerne vil af med bander, laver de nogle mentorordninger, der præsenterer de unge drenge for et nyt mandeideal, der ikke bærer kniv" og "Vis dog det unge bandemedlem, at en rigtig mand kører sine børn i børnehave".
Roland Møller vandt i 2014 en Bodilpris for bedste mandlige birolle i filmen Nordvest, hvor han spiller en hårdkogt københavnsk kriminel Bjørn der arbejder som rockerrelateret alfons. For filmen fik han også titlen som Årets Knægt.
I 2015 spillede han rollen som våbenmesteren Hannes i filmen Skammerens datter, der er en filmatisering af Lene Kaaberbøls bog af samme navn fra 2000. I forbindelse med filmen modtog han fægtetræning for at kunne udføre fægtescener.
Som medvært medvirker Roland Møller på radiokanalen Radio24syv.
I sommeren 2016 holdt Roland i forbindelse med LøkkeFondens "Drenge på kanten" et foredrag/samtale sammen med de unge drenge om sit eget og drengenes liv og det at være på kanten med loven og livet.
I 2016 vandt Roland Møller Bodilprisen for bedste mandlige hovedrolle for sin rolle i filmen Under sandet.

## Filmografi
| Film                   | Rolle                       | Udgivelse |
| ---------------------- | --------------------------- | --------- |
| R                      | Mureren                     | 2010      |
| Kapringen              | Jan Sørensen                | 2012      |
| Nordvest               | Bjørn                       | 2013      |
| For det fælles bedste  | John                        | 2014      |
| Dicte 2                | Frank Hansen                | 2014      |
| Skammerens Datter      | Hannes                      | 2015      |
| En chance til          | Mand på klub                | 2015      |
| Under sandet           | Sgt. Carl Leopold Rasmussen | 2015      |
| Undercover             | Mick                        | 2016      |
| X                      | Mr. Z                       | 2016      |
| Atomic Blonde          | Bremovych                   | 2017      |
| Underverden            | Claus                       | 2017      |
| Papillon               | Celier                      | 2017      |
| The Commuter           | Jackson                     | 2018      |
| A Bluebird In My Heart | Danny                       | 2018      |
| Skyscraper             | Kores Botha                 | 2018      |
| Valhalla               | Thor                        | 2019      |
| Sløborn                | Magnus Fisker               | 2020      |
| Medieval               | Thokar                      | 2021      |
| Englemageren           | Jesper                      | 2023      |